# 太子町立太田小学校
太子町立太田小学校（たいしちょうりつ おおたしょうがっこう）は、兵庫県揖保郡太子町東出にある公立小学校。
令和元年5月1日現在の児童数は1024人。西播磨県民局管内では最多の児童数を有する小学校である。

## 校区
校区には以下の地区が含まれる。
- 矢田部
- 東南
- 東保
- 東出
- 太田
- 天満山
- 原
- 山田
- 黒岡

校区全域が太子東中学校の校区の一部である。

### 校区内の施設
- 太子町立太子東中学校
- 太子太田郵便局
- 順海寺 - 但馬の浜坂町で創建し、大正期に校区内の山田峠へ移転した真言宗醍醐派の寺院。
- 明治天皇山田御小休所跡

### 校区内の自然環境
- 東部を大津茂川が流れる。
- 檀特山 - 校区の南端、姫路市（勝原区）との境にある。標高165.1m。

## 交通アクセス
- 神姫バス 太田小学校前バス停下車。
- 国道179号から少し北へ入る。

## 校区が隣接している学校
- 太子町立龍田小学校
- 太子町立斑鳩小学校
- 太子町立石海小学校
- 姫路市立勝原小学校
- 姫路市立八幡小学校
- 姫路市立青山小学校